# Homoneura affinis
Homoneura affinis är en tvåvingeart som beskrevs av Malloch 1929. Homoneura affinis ingår i släktet Homoneura och familjen lövflugor. Inga underarter finns listade i Catalogue of Life.